# Estádio da Madeira
Estádio da Madeira, formalnie  Estádio da Choupana (wcześniej nazwyany Estadio Eng. Rui Alves) – stadion piłkarski w Funchal, na portugalskiej Maderze. Na obiekcie na co dzień występuje CD Nacional, grający w Lidze ZON Sagres.

## Historia
Stadion może pomieścić 5 132 osób, a na początku istniała tutaj tylko jedna 2,5 tysięczna trybuna. CD Nacional sprowadził się tutaj w roku 2000, wcześniej swoje mecze rozgrywał na Estádio dos Barreiros. Obiekt wchodzi w skład Cidade Desportiva do C.D. Nacional (Miasteczko Sportu C.D Nacional), na terenie którego znajdują się też inne liczne boiska treningowe, obecnie będące częścią Akademii Piłkarskiej Cristiano Ronaldo. Kompleks ten znajduje się w północnej części Funchal, wysoko w górach, w dzielnicy Choupana.

### Nowa trybuna
W styczniu 2007 roku dzięki modernizacji, kosztującej 20 milionów euro, otwarto nową trybunę. Dzięki temu zwiększono liczbę miejsc do takiej, jaka jest tu obecnie. Obie trybuny z miejscami siedzącymi biegną wzdłuż długości płyty boiska. Za obiema bramkami znajdują się natomiast wysokie ogrodzenia. 1 czerwca 2007 roku zmieniono nazwę stadionu na Estádio da Madeira po tym, jak klub zawiązał współpracę z lokalnymi władzami, mającymi na celu promocję regionu. Nazwa ta symbolizuje też to, że obiekt ten jest najbardziej nowoczesnym stadionem na Maderze, jednak nie największym. Ten tytuł nadal należy do Estádio dos Barreiros.